# Georg Lindner (Skirennläufer)
Georg Lindner (* 20. Juni 1983 in St. Johann in Tirol, Österreich) ist ein ehemaliger Skirennfahrer, der für die Republik Moldau startete.

## Leben und Karriere
Lindner stammt aus Oberndorf in Tirol und besitzt sowohl die österreichische als auch seit August 2009 die moldauische Staatsbürgerschaft.
Beim Versuch sich für die Olympischen Winterspiele 2010 zu qualifizieren, zog er sich im ersten Rennen in Davos eine schwere Knieverletzung zu. 2012 verletzte er sich in Caspoggio erneut schwer am Knie. 2011 und 2013 nahm Georg Lindner für das Moldauische Ski-Nationalteam an den Alpinen Skiweltmeisterschaften teil. Bei den Olympischen Winterspielen 2014 war er im Super-G am Start und verwirklichte damit seinen sportlichen Traum. Im Januar 2015 beendete er aus Verletzungsgründen seine sportliche Karriere.

## Erfolge

### Olympische Winterspiele
- Sotschi 2014: DNF Super-G

### Weltmeisterschaften
- Garmisch-Partenkirchen 2011: 84. Riesenslalom, DNF Super-G
- Schladming 2013: DNF Super-G

### Weitere Erfolge
- 6 Platzierungen unter den besten 20 bei FIS-Rennen